# Países Bajos en los Juegos Olímpicos de Londres 1948
Los Países Bajos estuvieron representados en los Juegos Olímpicos de Londres 1948 por un total de 149 deportistas que compitieron en 18 deportes.  
El portador de la bandera en la ceremonia de apertura fue el directivo deportivo Wim Landman.

## Medallistas
El equipo olímpico neerlandés obtuvo las siguientes medallas:
| Nombre                                                                                      | Deporte             | Competición       |
| ------------------------------------------------------------------------------------------- | ------------------- | ----------------- |
| Oro                                                                                         |                     |                   |
| Fanny Blankers-Koen                                                                         | Atletismo           | 100 m F           |
| Fanny Blankers-Koen                                                                         | Atletismo           | 200 m F           |
| Fanny Blankers-Koen                                                                         | Atletismo           | 80 m vallas F     |
| Fanny Blankers-Koen Xenia Stad-de Jong Gerda van der Kade-Koudijs Jeannette Witziers-Timmer | Atletismo           | 4 × 100 m F       |
| Petronella van Vliet                                                                        | Natación            | 200 m braza F     |
| Plata                                                                                       |                     |                   |
| Gerrit Voorting                                                                             | Ciclismo en ruta    | Ruta ind. M       |
| Lida van der Anker-Doedens                                                                  | Piragüismo          | K1 500 m F        |
| Bronce                                                                                      |                     |                   |
| Willem Slijkhuis                                                                            | Atletismo           | 1500 M            |
| Willem Slijkhuis                                                                            | Atletismo           | 5000 M            |
| Abraham Charité                                                                             | Halterofilia        | +82,5 kg M        |
| Equipo                                                                                      | Hockey sobre hierba | Torneo M          |
| Marie-Louise Vaessen                                                                        | Natación            | 100 m libre F     |
| Irma Heijting-Schuhmacher Hannie Termeulen Marie-Louise Vaessen Margot Marsman              | Natación            | 4 × 100 m libre F |
| Jacobus de Jong                                                                             | Vela                | Firefly M         |
| Adriaan Maas Edward Stutterheim                                                             | Vela                | Star M            |
| Equipo                                                                                      | Waterpolo           | Torneo M          |